# Khẩu hiệu hoàng gia của các quốc vương Thụy Điển
Khẩu hiệu hoàng gia của quốc vương Thụy Điển là một truyền thống của hoàng gia Thụy Điển bắt nguồn từ những năm đầu thế kỷ 16. Tất cả các vị vua trị vì của Thụy Điển, bắt đầu với Gustav I, đã có những phương châm riêng trong thời kỳ trị vì tương ứng của họ. Phương châm hoàng gia Thụy Điển theo nhiều cách tương đương với phương châm quốc gia. Truyền thống giữa các quốc vương Thụy Điển, tương đồng với các quốc vương Đan Mạch và Na Uy, nhưng khác với hầu hết các quân chủ châu Âu hiện đại khác, đó là phương châm không giống nhau đối với một triều đại, nhưng là cá nhân của mỗi quốc vương. Trong lịch sử, phương châm của hoàng gia đã được sử dụng liên quan đếnHuy hiệu của Thụy Điển, và cho đến ngày 30 tháng 6 năm 2017, nó có thể được nhìn thấy in trên đồng xu 1 krona. Thế hệ tiền xu mới không có phương châm.
Gustav III là vị vua đầu tiên chỉ có phương châm của mình bằng tiếng Thụy Điển. Cho đến khi Adolf Frederick, phương châm cho mọi nhiếp chính là bằng tiếng Latin và tiếng Thụy Điển (hoặc, như trường hợp của Gustav II Adolf, bằng tiếng Đức). Do sự giải thể của liên minh giữa Na Uy và Thụy Điển vào năm 1905, Oscar II đã phải thay đổi phương châm của mình.
| Quốc vương                                                                | Trị vì    | Khẩu hiệu hoàng gia (trong tiếng Thụy Điển) | Dịch (sang tiếng Việt)                             |
| ------------------------------------------------------------------------- | --------- | ------------------------------------------- | -------------------------------------------------- |
| Nhà Vasa                                                                  |           |                                             |                                                    |
| Gustav I                                                                  | 1521-1560 | All makt är av Gud                          | Tất cả sức mạnh là của Chúa                        |
| Eric XIV                                                                  | 1560-1568 | Gud giver åt vem Han vill                   | Chúa ban cho ai mà Ngài mong muốn                  |
| John III                                                                  | 1568-1592 | Gud vår beskyddare                          | Chúa bảo vệ chúng tôi                              |
| Sigismund                                                                 | 1592-1599 | För rätten och folket                       | Vì công lý và nhân dân                             |
| Charles IX                                                                | 1599-1611 | Gud min tröst                               | Chúa an ủi tôi                                     |
| Gustav II Adolf                                                           | 1611-1632 | Med Gud och segrande vapen                  | Với Chúa và vòng tay chiến thắng                   |
| Christina                                                                 | 1632-1654 | Visheten är rikets stöd                     | Trí tuệ là sự hỗ trợ của cõi âm                    |
| Nhà Palatinate-Zweibrücken (Pfalz) - chi nhánh cán bộ của Nhà Wittelsbach |           |                                             |                                                    |
| Charles X Gustav                                                          | 1654-1660 | I Gud mitt öde - Han skall göra det         | Trong Chúa định mệnh của tôi - Ngài sẽ làm điều đó |
| Charles XI                                                                | 1660-1697 | Herren är vorden min beskyddare             | Chúa trở thành người bảo vệ tôi                    |
| Charles XII                                                               | 1697-1718 | Med Guds hjälp                              | Với sự giúp đỡ của Chúa                            |
| Ulrika Eleonora                                                           | 1719-1720 | I Gud mitt hopp                             | Trong Chúa hy vọng của tôi                         |
| House of Hesse                                                            |           |                                             |                                                    |
| Frederick I                                                               | 1720-1751 | I Gud mitt hopp                             | Trong Chúa hy vọng của tôi                         |
| Nhà Holstein-Gottorp - chi nhánh cán bộ của Nhà Oldenburg                 |           |                                             |                                                    |
| Adolf Frederick                                                           | 1751-1771 | Statens välfärd, min välfärd                | Phúc lợi của nhà nước [là] phúc lợi của tôi        |
| Gustav III                                                                | 1771-1792 | Fäderneslandet                              | Tổ quốc                                            |
| Gustav IV Adolf                                                           | 1792-1809 | Gud och folket                              | Chúa và mọi người                                  |
| Charles XIII of Sweden, Charles II of Norway                              | 1809-1818 | Folkets väl min högsta lag                  | Phúc lợi của người dân [là] luật cao nhất của tôi  |
| Nhà Bernadotte                                                            |           |                                             |                                                    |
| Charles XIV John of Sweden, Charles III John of Norway                    | 1818-1844 | Folkets kärlek min belöning                 | Tình yêu của mọi người [là] phần thưởng của tôi    |
| Oscar I                                                                   | 1844-1859 | Rätt och sanning                            | Đúng và sự thật                                    |
| Charles XV of Sweden, Charles IV of Norway                                | 1859-1872 | Land skall med lag byggas                   | Đất [hoặc đất] sẽ được xây dựng với pháp luật      |
| Oscar II                                                                  | 1872-1905 | Brödrafolkens väl                           | Phúc lợi của anh em                                |
| Oscar II                                                                  | 1905-1907 | Sveriges väl                                | Phúc lợi của Thụy Điển                             |
| Gustaf V                                                                  | 1907-1950 | Med folket för fosterlandet                 | Với nhân dân vì Tổ quốc                            |
| Gustaf VI Adolf                                                           | 1950-1973 | Plikten framför allt                        | Nhiệm vụ trước tất cả                              |
| Carl XVI Gustaf                                                           | 1973–nay  | För Sverige – i tiden                       | Cho Thụy Điển – theo thời gian                     |